# Hagop Oshagan
Hagop Oshagan (arménien : Յակոբ Օշական), né Hagop Kufédjian (Յակոբ Քիւֆէճեան) le 9 décembre 1883 à Söylöz dans la région de Bursa, Empire Ottoman, mort le 17 février 1948 à Alep, Syrie, est un écrivain d'origine arménienne,. Aux yeux de nombreux critiques littéraires arméniens, la stature d’Hagop Ochagan en tant que romancier reste inégalée et son nom est fréquemment associé à Balzac, Stendhal, Dostoïevski, Proust et Joyce. De telles comparaisons ne sont pas une simple grandiloquence patriotique,.

## Biographie
Jusqu'à ses seize ans, il reste dans son village natal. En 1899, il découvre au séminaire d'Armache où il poursuit ses études, dans la bibliothèque de l’archevêque, des classiques français comme Balzac et Maupassant et plus tard Proust. Enfui du séminaire, en 1900, il devient instituteur de campagne jusqu'en 1908. En 1902, ses élèves publient à son insu sa première nouvelle, La première larme, qui ouvrira le recueil Les Humbles, publié en 1920.
En 1908, il s'installe à Constantinople. En 1911, il séjourne à Malaga chez son ami écrivain Ardachès Haroutunian, dans la bibliothèque duquel il découvre les romanciers russes, particulièrement Dostoïevski qu'il érigera en modèle.
Il collabore à la revue Navasart de Daniel Varoujan, fondée en 1913. Avec ce dernier, Gostan Zarian et Levon Shant, il fonde en 1914 la revue Mehyan (« Temple païen », 7 numéros parus), qui se propose de retrouver les éléments identitaires du peuple arménien par un retour aux origines et aux mythes fondateurs grâce à l'art et à la littérature.
Ayant échappé à la rafle des intellectuels arménien du 24 avril 1915, il se retrouve en Bulgarie en 1917.
Revenu à Constantinople en 1919, il enseigne la littérature au Lycée arménien Guétronagan. Il a pour élève quelques-uns des écrivains que l'on retrouvera dans le manifeste de la revue Menk, publiée à Paris en 1931, et que l'on appellera l’« École de Paris » – qu'il ne se privera pourtant pas de critiquer.
Après l'occupation de Constantinople par les kémalistes, Oshagan quitte définitivement la ville. On le retrouve en Bulgarie en 1922 et en 1924 au Caire.
En 1922, parait sous le pseudonyme d'Oshagan le recueil de nouvelles Humbles, qui ont pour protagonistes des déclassés des villages et les bannis de la société.

## Citations
- « Une masse qui remue devant nous, sans corps, sans nom […], déchiquetée, vieillie, chassée de son centre, de son pays, de sa religion ».
- « La catastrophe est infinie, mais étrangement uniforme »[6].

## Œuvres principales
- Les Humbles (1920)
- Le temple des mystères (1922)
- Quand ils sont adolescents (1925)
- Paralipomènes ou Les Restes (3 volumes – Le Caire 1931-1934)
- Par la route du ciel (1936), théâtre
- Stépanos Sunétsi (1938)
- Littérature arménienne (1942)
- Tableau synoptique de la littérature arménienne occidentale (T.1 – 1945)
- La Diaspora et la vraie poésie (1945)[7]